# Paperino e l'oro gelato
Paperino e l'oro gelato (Frozen Gold) è una storia a fumetti di Carl Barks pubblicata per la prima volta su Four Color n. 62 del gennaio 1945. Per la sua realizzazione Barks si ispirò a diverse fonti, tra cui si possono citare la poesia di Robert William Service Shooting of Dan McGrew (1907), il film di Charlie Chaplin La febbre dell'oro (1925) e due avventure di Topolino: l'arco narrativo a fumetti Topolino e i due ladri (1932) e il cortometraggio Il ragazzo del Klondike (1933).

## Trama
Paperino e i nipotini Qui, Quo e Qua, stanchi del freddo inverno di Paperopoli, vendono la propria casa per comprare un aereo con cui volare verso le più calde terre del sud. Il sindaco affida a Paperino la missione di consegnare un carico di penicillina agli abitanti di un villaggio dell'Alaska. I paperi partono inconsapevoli di essere i corrieri di un misterioso pacchetto nascosto nell'aereo da dei fuorilegge. Nel corso del viaggio sono costretti a privarsi di tutto il loro carico per bilanciare l'aereo appesantito dalla neve sulle ali. Qui, Quo e Qua trovano il pacchetto che si scopre contenere una mappa di un tesoro nascosto in Alaska. Giunti in Alaska, durante la notte il fuorilegge Pietro la Volpe penetra nella camera dei paperi dove viene sorpreso da Paperino, che viene rapito e poi lasciato legato a un albero. Il papero riesce a liberarsi e inizia a vagare. Frattanto Qui, Quo e Qua iniziano le ricerche dello zio con l'aereo e riescono a trovarlo e a salvarlo. Quindi si imbattono di nuovo nei due fuorilegge che grazie alla mappa erano arrivati alla vecchia miniera del cercatore d'oro e nella cui abbandonata dimora intrappolano i paperi. Qui, Quo e Qua riescono a fuggire mentre Paperino riesce a intrappolare i fuorilegge. Quindi i paperi legano la casa all'aereo e consegnano i malviventi allo sceriffo per poi tornare a Paperopoli. Qui Paperino consegna l'oro trovato al legittimo proprietario che decide di spendere tutto per altri carichi di penicillina che i paperi dovranno consegnare.

## Edizioni
Paperino e l'oro gelato fu pubblicata per la prima volta negli Stati Uniti su Four Color n. 62 del gennaio 1945; successivamente ha ottenuto diverse ristampe, la prima delle quali (su The Best of Walt Disney Comics n. 70 del 1974) con una tavola in meno. È stata pubblicata anche in varie nazioni europee oltre che in Australia, Brasile, Colombia, Egitto, Iran e Messico. In Italia fu pubblicata per la prima volta su Albi d'Oro n. 107 del 22 maggio 1948; dopo numerose ristampe con diversi formati, traduzioni e colorazioni (anche col titolo Paperino in L'oro gelato), fu riproposta su Zio Paperone n. 111 del dicembre 1998 in una nuova edizione ritradotta e ricolorata, usata anche per le ristampe successive.

## Accoglienza
Lo storico del fumetto Michael Barrier ha commentato negativamente Paperino e l'oro gelato, considerandola (insieme alla successiva Paperino e il mistero della palude) una dimostrazione di come Barks in quel periodo cadesse nel disprezzo per la plausibilità tipico dei fumetti; in particolare afferma che la storia "combina il ridicolo (come fa Paperino a saper guidare un aeroplano?) alla serietà pulp (Paperino è di nuovo sotto la minaccia di morte)".